# Gaëtane Deberdt

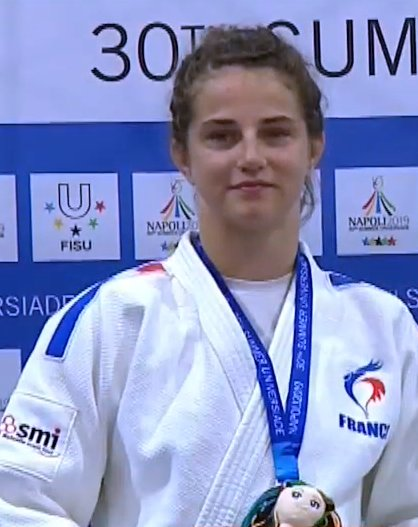
Imagen da Judoca francesa Gaëtane Deberdt.

Gaëtane Deberdt (nascida a 19 de setembro de 1998) é um judoca francesa.
Ela ganhou uma medalha de prata no Campeonato Mundial de Judo de 2021.